# Binn
Binn es una comuna suiza del cantón del Valais, situada en el distrito de Goms. Limita al norte con la comuna de Ernen, al noreste con Reckingen-Gluringen, al este con Formazza (IT-VB), al sur con Baceno (IT-VB), y al oeste con Grengiols.

## Ciudades hermanadas
- Arbon
- Baceno
- Urtenen-Schönbühl